# Distribuidora de filmes
Distribuidora de filmes é a responsável pela comercialização final de uma obra cinematográfica. A empresa de distribuição é geralmente diferente da empresa que produziu. Acordos de distribuição é um estágio criticamente importante no financiamento de um filme.
Os acordos são feitos normalmente entre as empresas de distribuição e os exibidores que são os cinemas. Estes acordos em conjunto levam a definição do lançamento de um filme e o método pelo qual o filme deve ser exibido ou disponibilizado para visualização: por exemplo, lançamento diretamente em canais de televisão, salas de cinemas ou em DVD/Blu-ray e video-on-demand.

## Distribuição nos cinemas
O esquema que se dá até a distribuição nos cinemas de um filme, se inicia pelos agentes de vendas dos estúdios produtores do filme. Em um caso comum, estes agentes se encontra em reuniões com os executivos das distribuidoras, eles apresentam o filme ou até mesmo o projeto do filme quando ele se encontra em estágios iniciais de produção. A seleção em um festival importante, prêmios e indicações, diretor notório e conhecido, e a trama que se encaixa com o público do país, são os fatores essenciais para o fechamento de contrato entre um estúdio com o distribuidor. Em outros casos, o estúdio é parceiro do estúdio que produziu o filme ou até mesmo detém uma distribuidora como subsidiária tendo este trâmite de contratos reduzidos. Depois de tudo definido, a campanha de marketing — criação e divulgação de trailers, pôsteres, artes promocionais e comerciais para TV —, é realizada pelas distribuidoras. Feito este processo, os cinemas que negociaram exibição com o distribuidor começam a exibir o filme.
O lucro total por parte dos distribuidores, estúdio e exibidores dos filmes é muito relativo podendo alternar de acordo para acordo fechado entre os envolvidos. Na queda da venda de DVD e Blu-ray no mercado, as distribuidoras centraram o lucro nos ingressos que começaram a ter preços diferentes como na chegada dos filmes 3D. Para um filme ser considerado um caso de sucesso financeiro, especialistas levam em consideração o orçamento de produção. As contas de lucro não são resumidas em subtrações simples com valor arrecadado e valor gasto, pois existe a parte do estúdio, a parte do distribuidor — que também investiu em campanhas publicitárias —, e a parte do exibidor.